# طواهریه
طواهریه (به عربی: الطواهرية) یک شهرداری در الجزایر است که در ناحیه ماسره واقع شده‌است.
 طواهریه  ۶٬۶۷۴ نفر جمعیت دارد.